# Света Фотина (Кавала)
„Света Фотина Самарянка“ (на гръцки: Αγίας Φωτεινής Σαμαρείτιδος) е православна църква в град Кавала, Егейска Македония, Гърция, част от Филипийската, Неаполска и Тасоска епархия на Вселенската патриаршия.

## Местоположение
Храмът е разположен в най-западната бежанска махала Неаполи, на кръстовището на улиците „Анатолики Ромилия“ и „Евксинос Понтос“.

## История
Енорията е новооснована. Църквата носи името на митрополитската църква в Смирна „Света Фотина“. Строежът на храма започва в 2000 година, а първата литургия е отслужена на 21 ноември 2000 година. Църквата е трикорабна базилика с куполи.